# André de Barros
André de Barros (1675-1754) foi um padre da companhia de Jesus é um dos primeiros acadêmicos da Academia Real da História Portuguesa no Palácio dos Duques de Bragança, escritor e orador eloquente.

## Obras
- Vida do apostólico padre Antonio Vieyra da Companhia de Jesus de 1746.